# Wohnhaus Basedower Straße 2

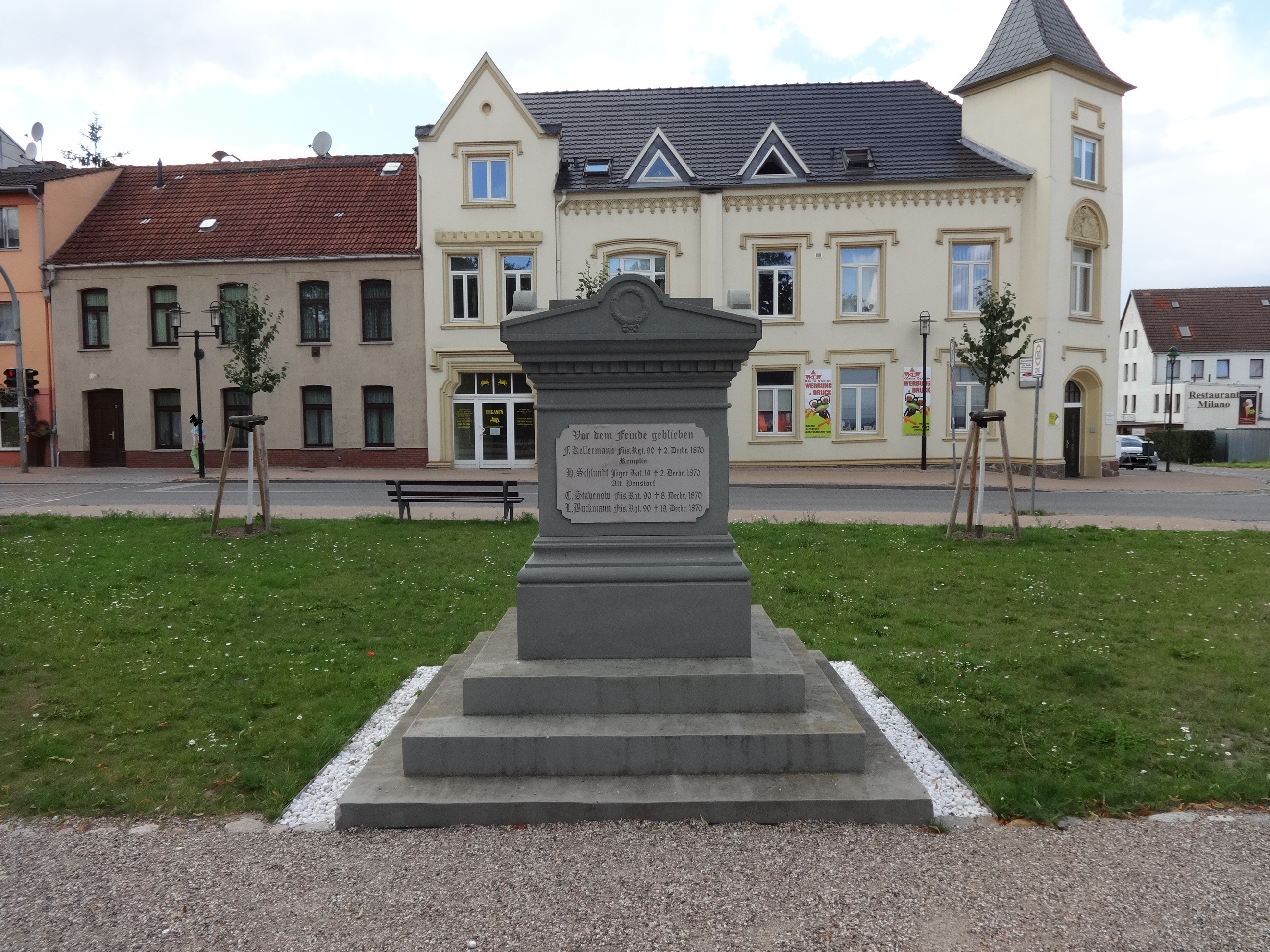
Wohnhaus und Kriegerdenkmal 1870/1871

Das Wohnhaus Basedower Straße 2, Ecke Rektor-Bülch-Straße in Malchin stammt von um 1890/1900.
Das Gebäude und das Kriegerdenkmal stehen unter Denkmalschutz.

## Geschichte
Das zweigeschossige, verputzte Haus ist markant durch seine dreigeschossige Eckausbildung als Türmchen sowie den seitlichen Giebelrisalit. Es wird heute als Wohnhaus und durch eine Praxis genutzt.
Vor dem Haus steht das Kriegerdenkmal aus Sandstein für den Deutsch-Französischen Krieg 1870/1871 vom Malchiner Steinbildhauer C. Büschel. Das Denkmal an der Wallanlage wurde 1877 eingeweiht und nach dem Zweiten Weltkrieg teilweise abgerissen (oberer Teil).
Bis um 1900 stand hier noch das viergeschossige Wargentiner Tor als Teil der Stadtmauer Malchin.